# Гибралтарское ночное сражение
Гибралтарское ночное сражение, также Второе сражение у Альхесираса (англ. Second Battle of Algeciras) — морское сражение, произошедшее в ночь с 12 на 13 июля 1801 года в заливе Альхесирас между французской и английской эскадрами.

## История
6 июля 1801 года вблизи Гибралтара, на рейде города Альхесирас, произошло сражение между французской (адмирал Линуа) и английской (адмирал Сомарес) эскадрами, окончившееся для последней неудачей: англичане отступили с потерей одного корабля. После этой схватки адмирал Сомарес отошел к Гибралтару и со всей возможной энергией приступил к исправлению повреждений: команды работали целые дни в полном составе и ночи повахтенно.

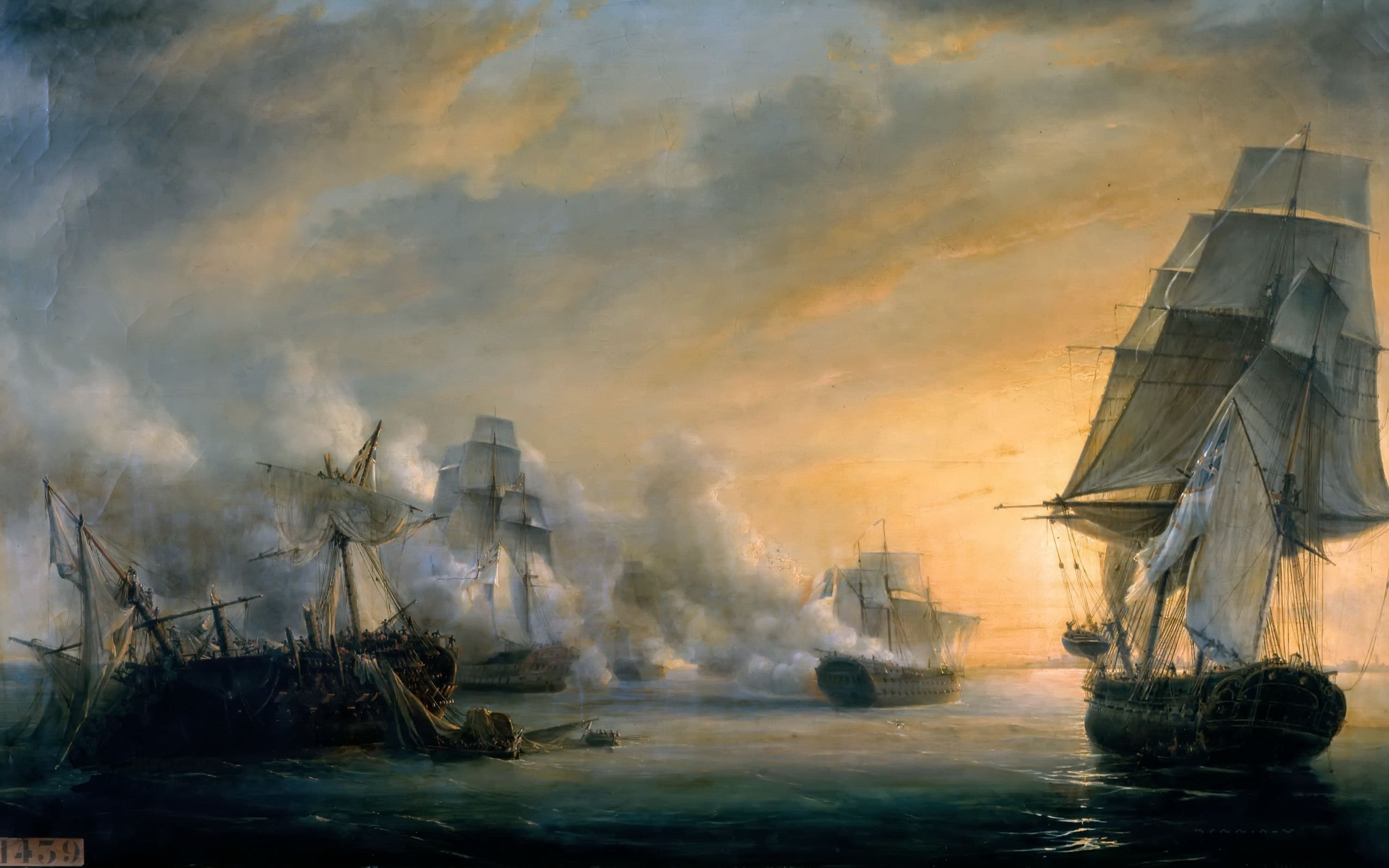
Гибралтарское ночное сражение

Линуа послал за поддержкой в Кадис, и 10 июля 4 испанских корабля и 1 французский, под командованием генерал-лейтенанта Дон-Хуана де Морено, пришли в Альхесирас, откуда 12 июля вышли вместе с тремя кораблями адмирала Линуа; в то же время и Сомарес с 6 исправными кораблями вышел из Гибралтара и погнался за союзниками, направившимися к Кадису.
Ночью английский авангард принудил арьергард союзников к бою, в результате которого был захвачен один французский корабль, а 2 испанских 112-и пушечных корабля «Real Carlos» and «San Hermengildo», приняв в темноте друг друга за неприятеля, вступили в схватку и вместе взлетели на воздух после взрыва пороховых погребов. Адмирал Линуа, прекрасно проведший Альхесираский бой, теперь не мог предотвратить овладевшего союзным флотом замешательства, так как по настоянию главнокомандующего, адмирала Морено, находился на испанском корабле.
Гибралтарское сражение 12 июля 1801 года представляет редкий в истории парусного флота пример решительного ночного боя.